# François-Louis Suleau
 (février 2015).
François-Louis Suleau, né le 29 août 1758 à Grandvilliers et mort massacré par la foule le 10 août 1792 à Paris, est un pamphlétaire monarchiste français.

## Biographie
Il est le fils de Nicolas Antoine Victoire Suleau, négociant à Grandvilliers, et de Marie Jeanne Fortin. Après avoir fait ses études à Amiens et au collège Louis-le-Grand où il eut Desmoulins, Robespierre et Fréron fils pour condisciples, Suleau prend le grade de maître des arts. Il sert ensuite dans les hussards. 
En 1784 il renonce à une carrière militaire et devient avocat aux conseils du roi. En 1787, il vend cette charge. Il part pour un voyage aux îles du Vent et à Saint-Domingue. 
Il recueille la démission du sénéchal de la Guadeloupe mais, ne pouvant le remplacer sans avoir l’agrément du roi, il revient en France, après avoir visité les différents États de l’Amérique du Nord, et arrive à Paris le 27 août 1789.
Suleau prend position dans les débats. Les principes nouveaux ne lui semblent pas d’abord incompatibles avec la monarchie. Mais les journées d’octobre le ramènent du côté royaliste. 
Il se rend en Picardie, dans sa famille, et entreprend de convertir la municipalité d’Amiens à ses idées. Invité à quitter la ville, il n’en fait rien, et est enfermé dans la citadelle.
Dans le plan du « marquis » de Favras consistant à emmener le roi dans une ville du nord, Suleau est considéré par les révolutionnaires comme l’émissaire chargé de soulever la Picardie. Ces bruits prennent une telle consistance que le Châtelet de Paris évoque l’affaire de Suleau, et le fait transférer à la Conciergerie. Une commission est nommée, mais le prisonnier est relâché le 7 avril 1790 au bout de quatre mois de captivité sans avoir été entendu.
Dès ce moment, la verve du pamphlétaire s’épanche dans les journaux hostiles à la Révolution. C’est surtout dans les Actes des Apôtres (à dater du no 102), que sa collaboration a laissé les traces les plus durables. Il pourfend les pamphlets offensants pour la majesté royale ; ses menaces s’adressent même au duc d’Orléans, accusé de pactiser avec le mouvement révolutionnaire. Il provoque aussi les députés du côté gauche.
Il fréquente Mirabeau, le garde des sceaux Duport du Tertre et on le voit même chez La Fayette.
Persuadé que l’appui de Mirabeau sauverait le trône, il s’employa d’un côté à persuader le roi qu’il fallait satisfaire sans marchander la déplorable avidité du « père conscrit », de l’autre à inculquer à Mirabeau les plans qu’il croyait les plus propres à rétablir l’ordre dans l’État. Les lettres et les plans de Suleau faisaient partie des papiers que l’orateur mourant confia à son exécuteur testamentaire, le comte de La Marck, et n’ont pas été publiés. On sait pourtant qu’il conseillait de commencer la guerre civile dans le Midi et de corrompre les députés : ainsi, il avait calculé qu’avec moins de deux millions de livres on enlèverait cent dix voix au côté gauche, de manière à assurer au gouvernement une énorme majorité.
Lorsque les ministres d’alors écartent ce plan, Suleau considère leur répugnance comme la preuve flagrante de leur impéritie. Le Journal de M. Suleau, qui paraît le 26 avril 1791, ne répond pas à l’attente générale ; mais on le consultera avec intérêt pour les renseignements qu’il renferme sur la cour de Coblence et les plans de l’émigration. En novembre 1791, Suleau se trouvait à Neuwied sur le Rhin. Il ne met aucun espoir dans l’armée de Condé, et cherche, dès lors, leur salut dans l’établissement d’une monarchie représentative.
On le voit, en 1792, s’efforcer de convertir Danton et Robespierre à la constitution anglaise. Il publie un nouveau journal qui n'a qu’un seul numéro, daté avec vraisemblance du 15 avril 1792. 
Le 30 mai 1792, il épouse à Oncy-sur-École une artiste peintre, Adélaïde Victoire Hall, fille du peintre suédois Pierre-Adolphe Hall et de Marie Adélaïde Gobin. Le mariage est célébré par son frère, René Suleau, chanoine de l'abbaye de St-Victor de Paris et prieur curé d'Oncy. M. et Mme Suleau auront un fils né post mortem en 1793, Élysée de Suleau.
Dans la matinée du 10 août 1792, le directoire du département de Paris lui ayant confié, dans la nuit du 9 au 10 août, la mission de vérifier l’état des choses et d’en faire son rapport au procureur général syndic, il s'adjoint quelques jeunes gens et se rend aux Tuileries en uniforme de garde national. Il y aurait trouvé la mort après un ex-garde du corps, M. de Solminiac, et l’abbé Bouyon, « auteur dramatique » identifié comme étant Victor Auguste de Bouyon (1758-1792), tous deux arrêtés comme lui.

### Meurtre
Le 10 août 1792, Suleau meurt assassiné une heure avant l’assaut du palais des Tuileries. Ce meurtre fait suite à la rixe du 30 juillet 1792 : cet affrontement avait opposé, dans les jardins des Champs-Elysées, une délégation des Marseillais à des membres royalistes du bataillon des Filles Saint-Thomas. Un patriote marseillais avait été gravement blessé et un royaliste tué. Par esprit de vengeance, dans la nuit du 9 au 10 août suivant, on fait circuler des listes de proscription identifiant plusieurs de ces royalistes constitutionnels, parmi lesquels le journaliste et ancien député Regnaud de Saint-Jean d’Angély. Suleau est confondu avec lui, et tué à sa place. 
Le journaliste royaliste Jean-Gabriel Peltier a prétendu que Anne-Josèphe Théroigne de Méricourt avait lynché le pamphlétaire royaliste François-Louis Suleau, en raison des quolibets dont il l'affublait dans les Actes des apôtres. Cette calomnie fut désastreuse pour Théroigne de Méricourt.

## Écrits
- Lettre d’un citoyen à MM. les présidents et commissaires de son district, Paris, sept., 1789, in-8° ;
- Un petit mot à Louis XVI, sur les crimes de ses vertus, par un ami des trois ordres, Paris, oct. 1789, in-8° ;
- Projet d’adresse à l’Assemblée nationale, Amiens, novembre 1789, in-8° ;
- Fidelissimse Picardorum genti, ou Tu dors, Picard, et Louis est dans les fers, Amiens, décembre 1789, in-8° ;C’est la brochure incriminée par le Châtelet ; malgré les dénégations de Suleau, on peut hardiment la lui attribuer.
- Premiers interrogatoires de M. Suleau, Paris, janvier 1790, in-8° ;La suite parut dans le même mois.
- Lettre à M. l’évêque d’A… (Autun ) et compagnie, Paris, шагs 1790, in-8° ;
- Les Pâques de M. Suleau, Paris, avril 1790, in-8°; réimpression du no 5 de l’Apocalypse, publication périodique ;
- Nouvelle conspiration de M. Suleau, mai 1790 ;
- Le Réveil de M. Suleau, suivi du prospectus du journal politique que le public lui demande, 1er mars 1791: en ligne;
- Voyage en l’air, second réveil ; à Ballomanie, 15 mars 1791, in-8° de 160 p. ;
- Journal de M. Suleau, 12 n(os) du 26 avril 1791 à mars 1792 ; le 1er n° du deuxième abonnement est unique, en ligne ; autre numéro de 1791, en ligne;
- Plusieurs brochures, extraites des Actes des Apôtres.

Suleau avait, dit-on, préparé une Histoire de la chute de la monarchie, mais cet ouvrage fut perdu.